# オーエーシステムサービス
オーエーシステムサービス は、愛媛県今治市大西町に本店を置く企業。新来島どっくのグループ会社である。

## 概要
1972年に来島どっくの電算部門が独立して「株式会社坪内電算センター」として設立。大型コンピューターを用いた受託計算やソフトウェア開発などを手がけ、来島どっくの他、東邦相互銀行や佐世保重工業など来島どっくグループの業務を手がけていた。1988年に「株式会社オーエーサービス」に社名変更した。
佐世保重工業のグループ離脱、東邦相互銀行の合併などで新来島どっくの仕事が大半を占めるようになり、本社を置く松山市での業務が減少し解散。業務や社員は新来島どっくが大西工場内（愛媛県今治市大西町）に1993年に設立した新会社「株式会社オーエーシステムサービス」が継承した。

## 事業所
- 松山事務所 - 愛媛県松山市宮西１丁目4-36
- 今治事務所 - 愛媛県今治市大西町新町甲945　新来島どっく本社ビル4階

## 沿革
- 1972年 - 来島どつくの電算部門が独立し、「株式会社坪内電算センター」設立。大型汎用機を主体とする事業運用を開始。
- 1975年 - 東邦相互銀行の金融オンラインシステムを開発し、稼動を開始。
- 1978年 - 佐世保重工(長崎県)と回線接続し、受託計算を開始。
- 1980年
  - 金指造船所（静岡県・愛知県）と回線接続し、受託計算を開始。
  - 来島どつく（東京事務所）と回線接続し遠隔地処理を開始。
  - 高知重工(高知県)、宇和島造船所(愛媛県)と回線接続し、受託計算を開始。
- 1982年 - 富士通とディーラー契約締結。
- 1985年 - 函館どつく(北海道）と回線接続し、受託計算を開始。
- 1988年 - 「株式会社オーエーサービス」に社名変更。
- 1993年
  - 新来島どっくの子会社として、「株式会社オーエーシステムサービス」を設立。
  - 株式会社オーエーサービス(旧社)より、営業権と従業員の譲渡を受け営業を開始。
  - 松山市味酒町に松山支店（現：ビジネスソリューション部）を開設。
- 1995年
  - 松山支店を松山市問屋町に移転
  - シャープエレクトロニクス販売とディーラー契約締結。
- 1997年 - インターネットサービスのアクセスポイント（インフォマドンナ）開設。
- 1999年 - 一般建設業（電気通信工事業）の認可を受け、自治体へ本格参入。
- 2002年 - 国際標準規格ISO9001（2000年版）認証取得。
- 2003年 - 新来島どっく 基幹業務システムのダウンサイジング化を開始。
- 2006年 - ダウンサイジング化の完了に伴い、大型汎用機を撤去。
- 2008年 - 一般建設業（電気通信工事業）廃業、受託計算部門のアウトソーシング部を廃部。
- 2012年 - 新来島どっく内に業務ソリューション部開設。
- 2013年 - ビジネスソリューション部を松山市姫原に移転。
- 2017年 - 業務ソリューション部をビジネスソリューション部に統合、営業部を開設。
- 2018年 - 国際標準規格ISO9001（2015年版）へ更新。
- 2019年 - 造船基幹業務システムの再構築開始。
- 2022年 - ビジネスソリューション部を松山市宮西に移転。